# تيري غلين
تيري غلين (بالإنجليزية: Terry Glynn)‏ (17 ديسمبر 1958 في المملكة المتحدة - ) هو لاعب كرة قدم بريطاني في مركز الهجوم. لعب مع نادي إنفيلد ونادي برينتفورد ونادي دارتفورد ونادي ليتون أورينت وIlford F.C. ‏ ونادي تشيلمسفورد ونادي سلاو تاون وويكمب وندررز ونادي داغنهام ‏.